# Baltzar Knölcke
Baltzar Knölcke, född cirka 1711 i Tondern, Schleswig-Holstein, död 11 mars 1754 i Linköpings domkyrkoförsamling i Östergötlands län, var en svensk tonsättare och domkyrkoorganist i Linköpings domkyrka.

## Biografi
Knölcke härstammade från städerna Wilster och Itzehoe i Holstein. 1729 när stadsmusikern och organisten Johann Christian Bauermeister hade dött kallades Baltzar Knölcke till provspelning i Ystad. Han kom att få denna tjänst i Ystad och blev kvar där ända fram till 1739 då han blev domkyrkoorganist i Linköping. Han kom att ha denna tjänst ända fram till sin död 1754.

### Familj
Knölcke gifte sig 4 maj 1732 i Ystad med Helena Popp (1713-1780). De fick tillsammans barnen Jacob Christian (född 1733), Catharina, Baltzar (född 1735), Magnus, Christian, Hindric och Botilda.

## Verklista
- Sinfonia Concerto ex F: Mars et Venus, för två violiner (eller oboe), två horn och basso. 
  - 1. Moderato tempo di mars
  - 2. Arietto
  - 3. Murcki
- Sinfonia för stråkar i A-dur (titel finns inte bevarad). 
  - 1. Carillon. Moderato
  - 2. Andante con affetto
  - 3. Larghetto
  - 4. Alla musette.

### Kammarmusik
- Gigue och Allegretto, för två oboer eller violiner.

### Klaververk
- Pieces pour clavicin, i tre satser.
- Divertissement i F-dur
- Railleri i F-dur
- Tre stycken för cembalo
  - 1. [Utan beteckning]
  - 2. Allegro assai
  - 3. Allegro F-dur

### Sånger
- Skal tå ock the Ceders stammar utaf dunder skadde bli?, kantat för sopran, kör och stråkar.
- War välkommen Cronprinz dyra, aria för sopran och stråkar.
- Låt fröjdesång höras, aria för sopran och stråkar (osäker upphovsman).
- Sorge-Music, för likpredikan över drottningen Ulrica Eleonora i Linköpings domkyrka 1 december 1742 (Musiken förkommen, tryckt textblad bevarat).
- Music til Loff- och Tacksägelse-Dagen den 7 oktober 1743 med anledning av den genom Guds nåd och bistånd erhållna freden med Ryssland. (Musiken förkommen, tryckt textblad bevarat).